# Fiat G.2
Dimensions
L'avion Fiat G.2 est un avion de transport trimoteur à aile basse produit par le constructeur aéronautique italien Fiat Aviazione au début des années 1930.

## Conception

### Le contexte
Durant l'entre-deux-guerres, les liaisons aériennes connaissent un très fort développement. Les nombreuses compagnies italiennes privées, dont la filiale du groupe Fiat, Avio Linee Italiane (ALI) avaient besoin d'avions de ligne capables de franchir les Alpes en toute sécurité. Les trimoteurs SIAI S.73 n'ayant pas le plafond suffisant, elles devaient se rabattre sur le Junkers Ju 52 allemand propulsé par des moteurs Piaggio P.XR ou Alfa Romeo 126. Pour s'opposer à ce concurrent, la direction de Fiat confia à son ingénieur spécialiste en aviation Giuseppe Gabrielli le développement d'un nouvel avion pour un usage spécifique, le Fiat G.2.

### Le concept
Alors que les avions bimoteurs avaient le vent en poupe, les compagnies italiennes préféraient les trimoteurs, en raison avant tout de la faible puissance unitaire des moteurs disponibles dans la péninsule. L'ingénieur Gabrielli, chargé de l'étude, respecta scrupuleusement le cahier des charges imposé par la compagnie de son employeur, Fiat, la compagnie ALI-Avio Linee Italiane. Ce sera une nouveauté pour l'époque avec une seule aile basse et non plus selon la conception biplan.
Le premier prototype du Fiat G.2 fut mis en chantier en 1931. Il effectua son vol inaugural en 1932. Malgré quelques petits défauts de jeunesse, la compagnie aérienne le met en service sans tarder sur la ligne régulière Turin-Milan mais le met à disposition du constructeur lors des salons pour des exhibitions commerciales à l'étranger.
Trop en avance sur son temps, l'avion était fort apprécié pour ses capacités de transport et sa fiabilité mais ne connut aucun succès commercial. Un seul exemplaire fut fabriqué. La compagnie "ALI" l'utilisera pendant dix ans.
En 1942, la compagnie aérienne brésilienne VARIG, dut remplacer son avion Junkers Ju 52/3m immatriculé PP-VAL perdu dans un accident en février 1942, décida de contacter la compagnie italienne pour lui racheter le Fiat G.2. L'avion fut immatriculé PP-VAM et utilisé pour inaugurer la nouvelle liaison internationale créée entre le Brésil et Montevideo, capitale de l'Uruguay, primière liaison de la VARIG à l'extérieur de l'Etat Fédéral du Brésil de Rio Grande do Sul. L'appareil fut ensuite revendu à la compagnie aérienne "ASA - Aerovia S.A." de Minas Gerais, immatriculé PP-LAH et utilisé comme avion postal jusqu'en janvier 1946.

## Les motorisations du Fiat G.2
G.2
version d'origine transport de ligne 6 places, équipé avec 3 Fiat A.60 de 135 cv (99 kW) chacun,
G.2/2
version équipée avec 3 moteurs Alfa Romeo 110-1 de 120 cv (89 kW) chacun,
G.2/4
version équipée avec 3 moteurs radiaux Fiat A.54 de 140 cv (103 kW) chacun,

## Utilisateurs

### Période 1932-1946
Royaume d'Italie
- Avio Linee Italiane (ALI) - Compagnie aérienne privée italienne d'avant guerre

 Brésil
- Varig - Compagnie nationale aérienne brésilienne